# Trichenricht (Guteneck)
Trichenricht ist ein Ortsteil der Gemeinde Guteneck im Oberpfälzer Landkreis Schwandorf in Bayern.

## Geographische Lage
Trichenricht liegt an der Gemeindegrenze zu Gleiritsch an der Staatsstraße 2156 von Nabburg nach Teunz.

## Geschichte
In den ehemaligen Landkreisen Nabburg und Oberviechtach fallen drei große Gruppen von Ortsnamen auf, die über die Siedlungstätigkeit in dem Raum Aufschluss geben. Das sind die "-dorf-Orte" als älteste Siedlungsform in dem Gebiet, dann die "richt-" bzw. "-ried-Orte" und später die "-hof-Orte" (Bernhof). Bei den "-dorf-Orten" handelt es sich um Basissiedlungen, denen die "-richt-" und "-ried-Orte" im 11. und 12. Jahrhundert folgten. Diese waren Rodungssiedlungen (Grafenricht, Hartenricht, Dürnsricht, Frotzersricht, Traunricht, Zilchenricht, Trichenricht und Lampenricht). Urkundlich belegte Quellen liegen bisher nicht vor, allein aufgrund des Ortsnamens ist von einer Gründung nach der Jahrtausendwende auszugehen.

## Gemeindebildung
Das Königreich Bayern wurde 1808 in 15 Kreise eingeteilt. Diese Kreise wurden nach französischem Vorbild nach Flüssen benannt (Naabkreis, Regenkreis, Unterdonaukreis usw.). Die Kreise gliederten sich in Landgerichtsbezirke. Die Bezirke wiederum sollten in einzelne Gemeindegebiete eingeteilt werden. Nach dem Gemeindeedikt von 1818 ergibt sich folgende Zusammensetzung: Trichenricht, 24 Familien. Im Jahre 1828 hatte Trichenricht bei 22 Familien eine Einwohnerzahl von 113 Personen, 1964 waren es noch 80 Einwohner.

## Bilder

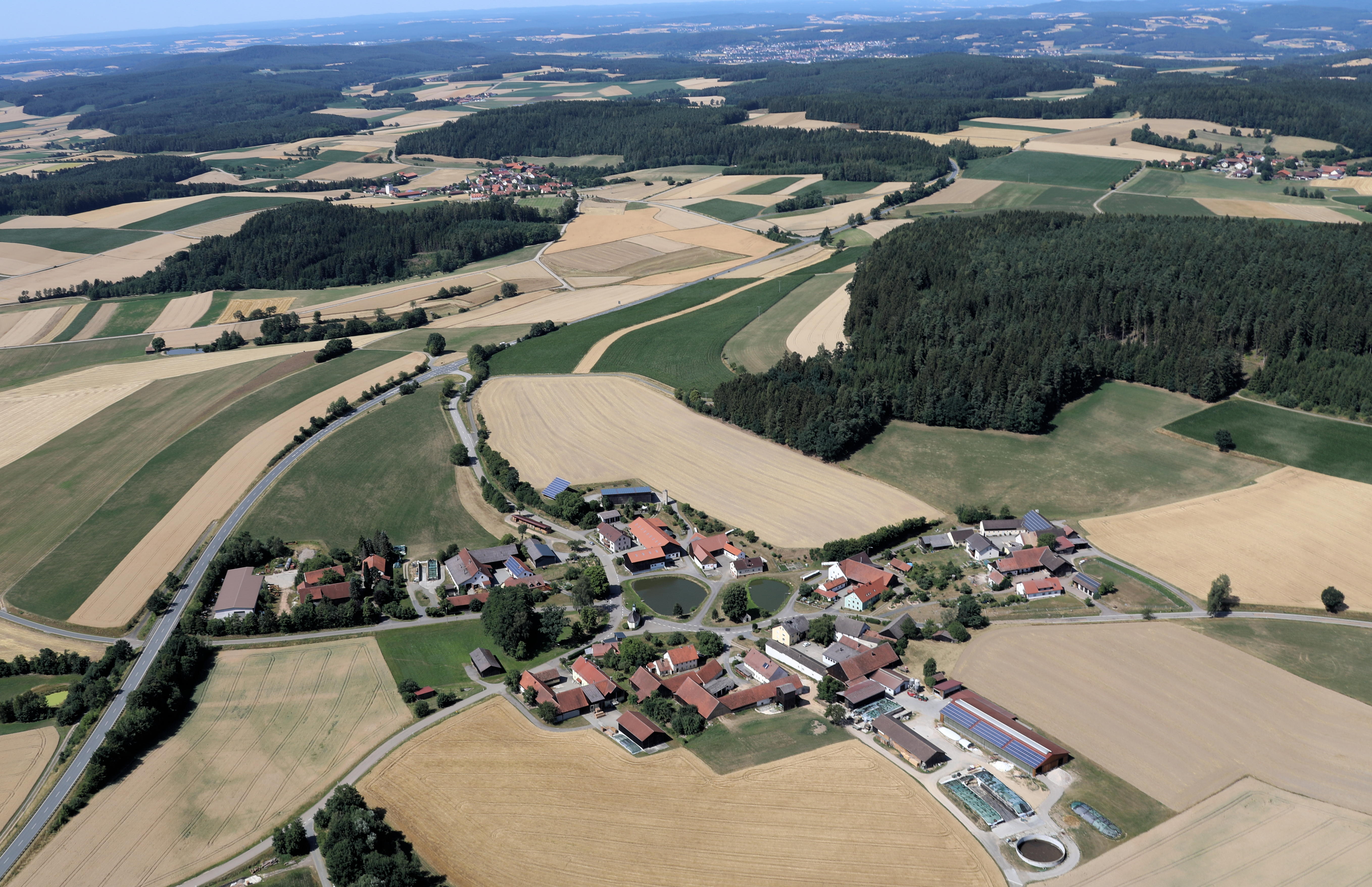
Trichenricht (2022)
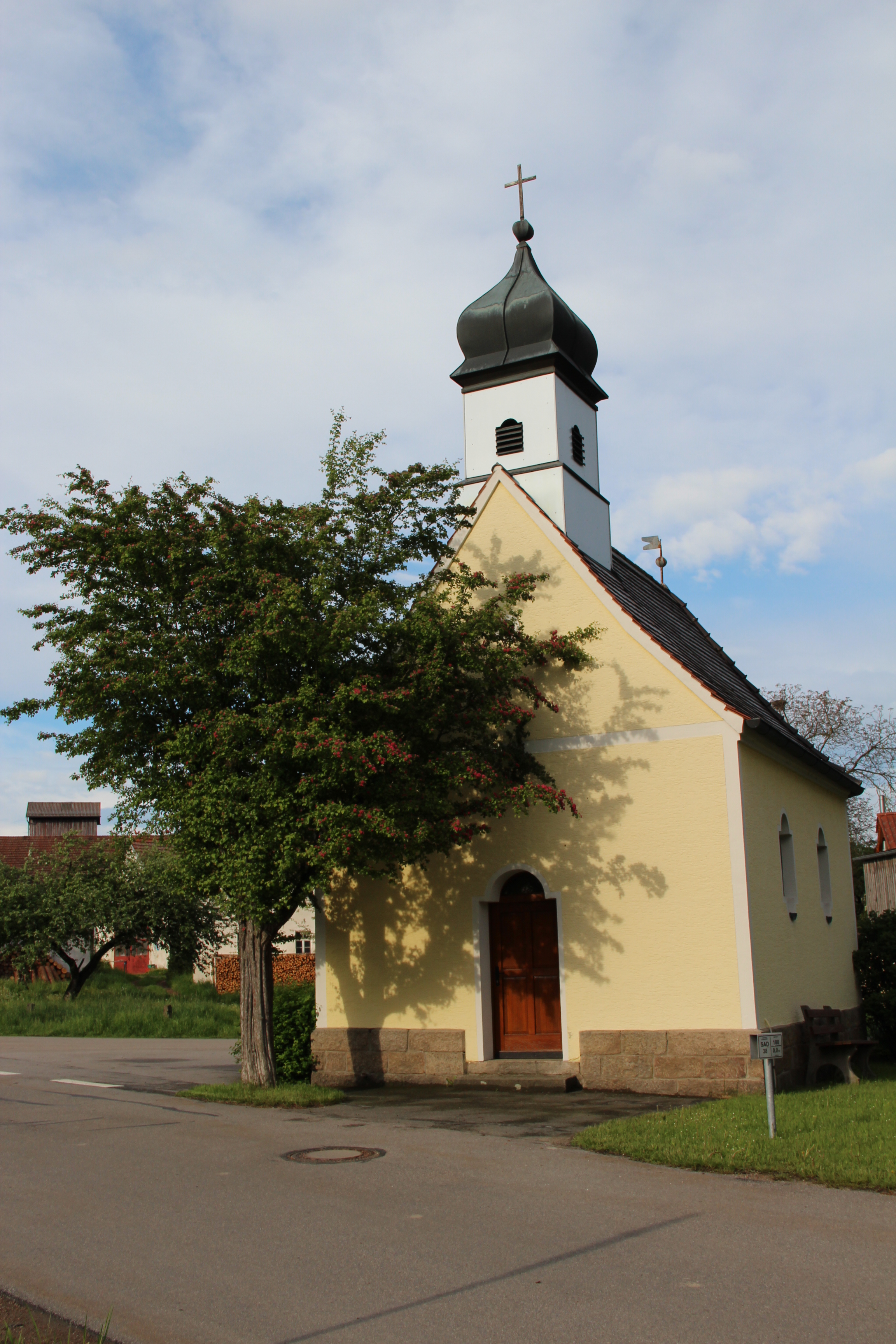
Kapelle (2013)
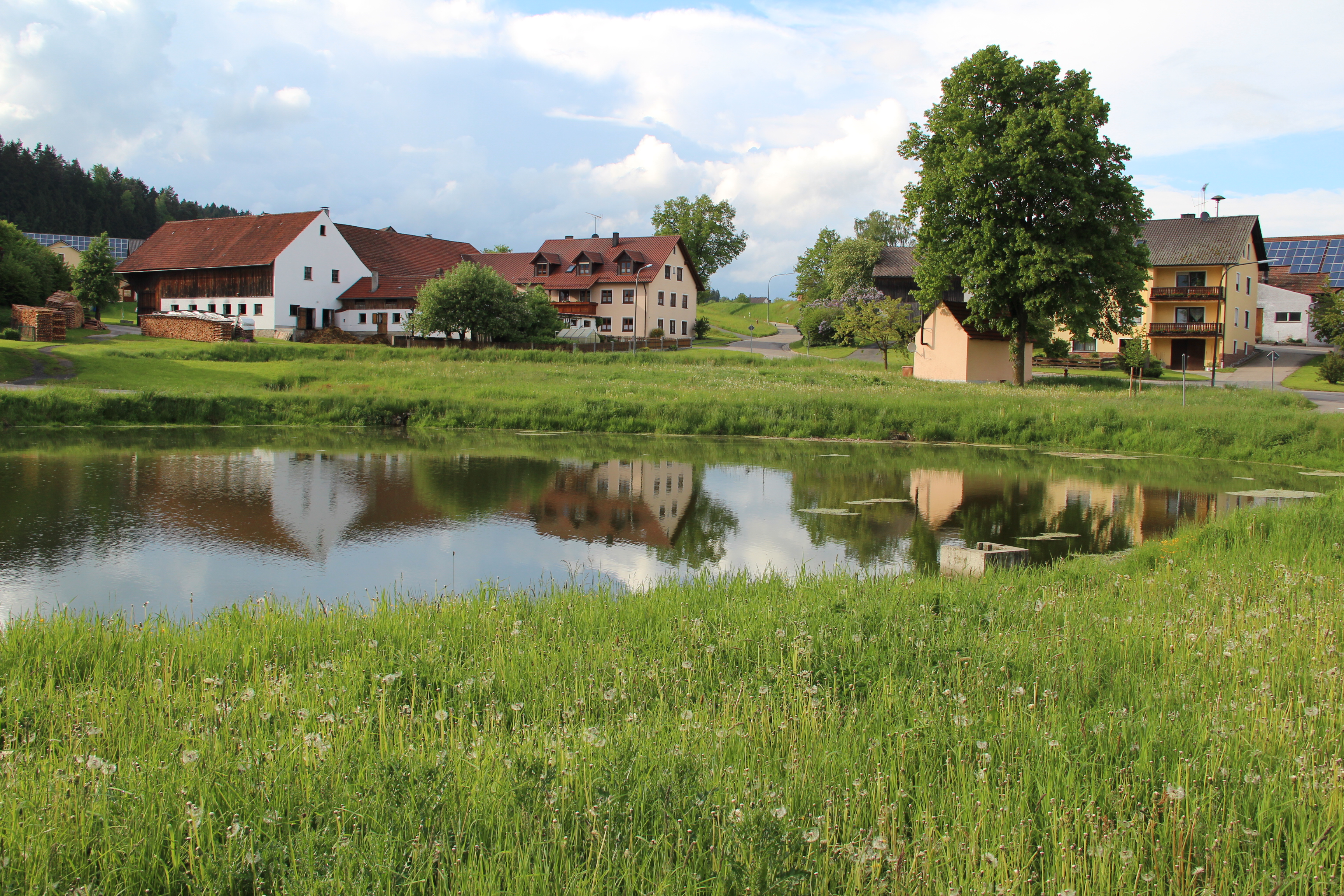
Trichenricht (2013)
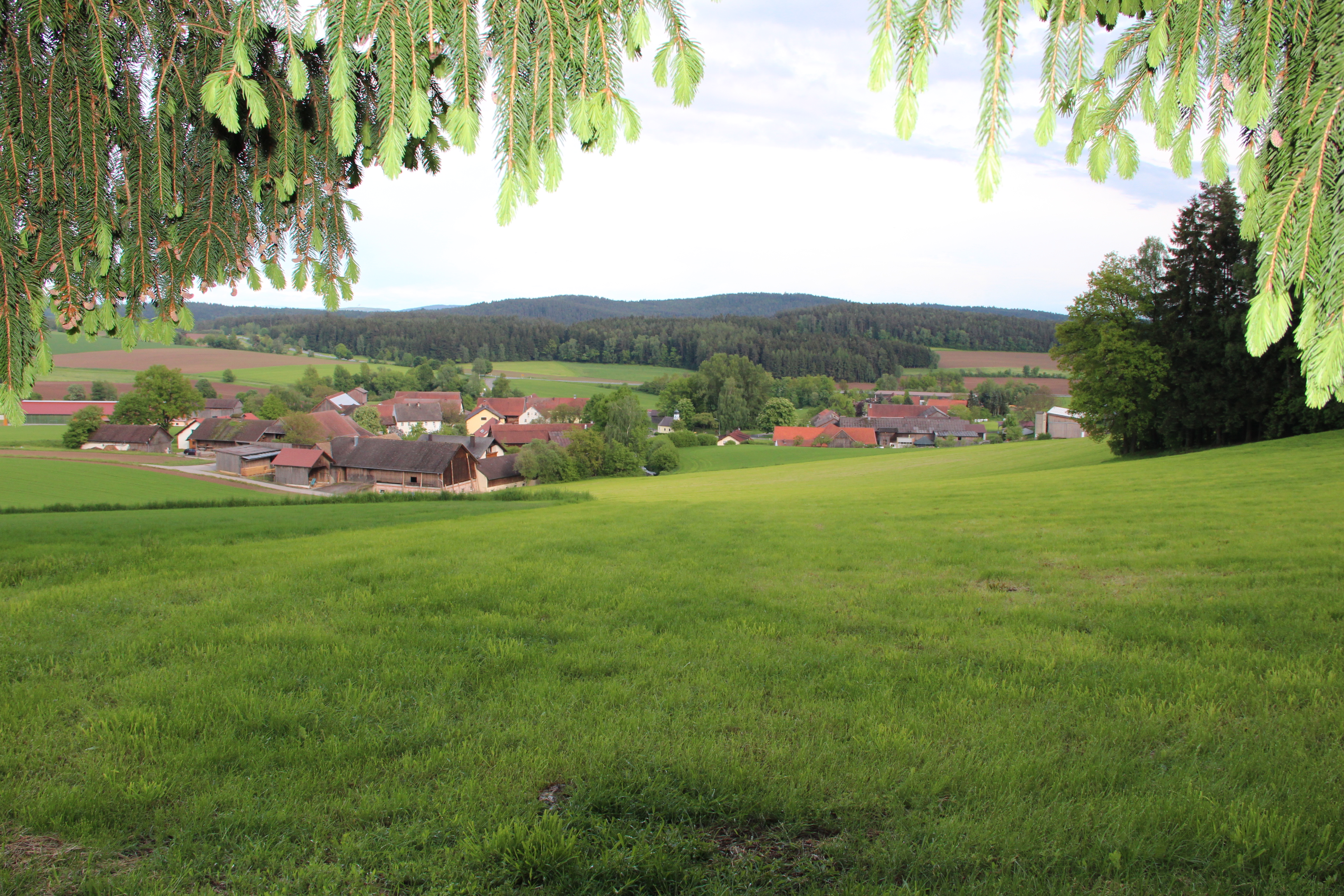
Trichenricht (2013)